# 謝玖
謝 玖（しゃ きゅう、? - 元康9年12月30日（300年2月6日））は、西晋の恵帝司馬衷の淑妃（側室）。

## 生涯
屠殺業者の家に生まれたが、容姿が清らかで麗しかった。選ばれて武帝司馬炎の後宮に入り、才人（低階の妃嬪）に封ぜられた。
皇太子司馬衷が年若く男女の道に通じていないことを憂慮した武帝から皇太子に与えられ、皇太子に性知識を授け、まもなく懐妊した。しかし謝玖は司馬衷の正室である賈南風の嫉妬を恐れ、密かに西宮（武帝の後宮）に戻り、咸寧4年（278年）に皇孫の司馬遹を産んだ。
恵帝が即位すると、淑妃（九嬪の一つ）に封ぜられた。しかし息子の司馬遹は嫡母の賈南風と不和であった。元康9年12月（西暦で300年）、無実の謀逆罪を着せられた司馬遹は庶人に落とされた。謝玖と蔣俊（皇太子司馬遹の側室）も共謀罪を問われ、12月30日に杖殺刑で処刑された。
賈皇后の失脚後に改葬され、夫人（三夫人の一つ）の位を追贈された。

## 男子
- 司馬遹（愍懐太子）

## 伝記資料
- 『謝玖進位淑妃詔』（元康5年）
- 『晋書』列伝 后妃上